# Festival de Cinema de Motovun
El Festival de Cinema de Motovun és un festival anual de cinema creat el 1999 i que se celebra a la petita ciutat de Motovun (Croàcia). Normalment té lloc durant cinc o sis dies a finals de juliol o principis d’agost.

## Visió general
El Festival està completament dedicat a pel·lícules realitzades en petits estudis i produccions cinematogràfiques independents. Fundada pel director de cinema Rajko Grlić i el productor Boris T. Matić, Es va organitzar per primera vegada a finals dels anys noranta per omplir el buit del repertori cinematogràfic, ja que en aquell moment a Croàcia gairebé no hi havia pel·lícules d'àmplia distribució que no pertanyessin a Hollywood. El programa del festival consta cada any d’uns 70 títols d'arreu el món, des de documentals fins a llargmetratges, curts i llargmetratges, des de pel·lícules de guerrilla fins a coproduccions.

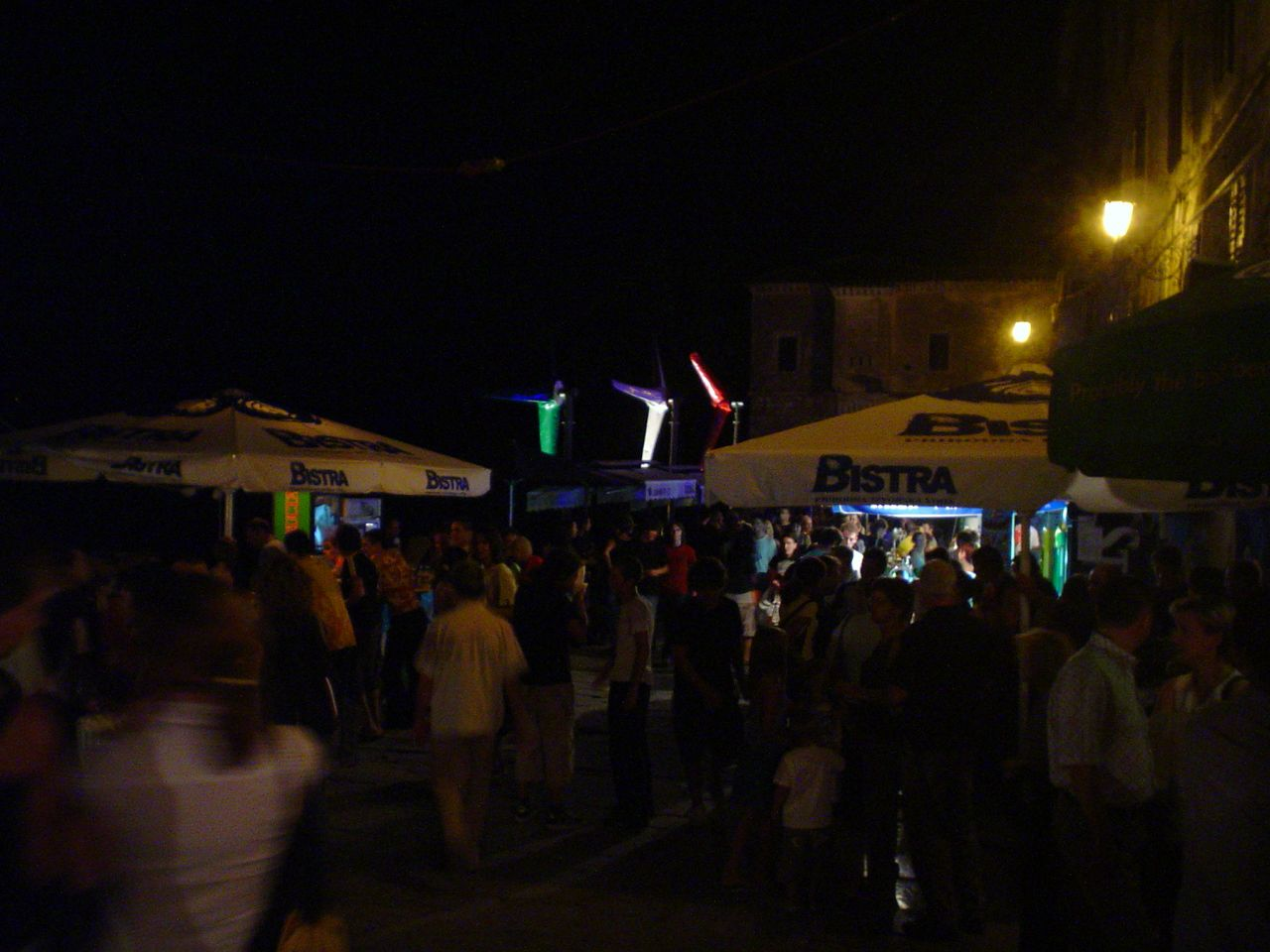
Panorama nocturn del Festival

Amb el pas del temps, el festival va ser molt popular entre els joves croats i els motxillers estrangers. Cada any, durant el festival, s'organitza un campament per a visitants als contraforts de Motovun, on tothom pot instal·lar una tenda de campanya. El campament de festers s'ha convertit en un dels trets distintius del festival. El gener del 2007, el diari britànic The Guardian va descriure el festival com "un encreuament entre Glastonbury i Sundance".Sovint es coneix com "un festival de cinema Woodstock".
El festival també es va consolidar en el circuit dels festivals. D'un esdeveniment que abans es va considerar un "festival de cinema de motxillers", el 2007 va ser reconegut com un dels dos festivals de cinema més importants celebrats al territori de l'antiga Iugoslàvia, juntament amb el Festival de cinema de Sarajevo.
En el festival del 2011, que se suposava que era la seva 13a edició, els organitzadors van tornar a numerar-lo com a 14è, per saltar-se el desafortunat número 13. L’any saltat es va mantenir en totes les edicions posteriors del festival, de manera que el festival més recent del 2020 (que seria el 22è) va ser designat oficialment com a "23è Festival de Cinema de Motovun".

## Premis
El premi principal del festival es diu Propeler Motovuna, inspirat en els destacats aerogeneradors situats a prop de Motovun.
Altres premis del festival són el premi Motovun Online al millor curtmetratge, el premi odAdoA (De 'A' a 'A') a la millor pel·lícula del concurs regional (el nom del premi és curt d’Àustria a Albània, que descriu aproximadament la regió coberta), i el premi FIPRESCI de la crítica cinematogràfica.
El 2008 es va presentar el Premi Maverick Motovun, atorgat a destacats cineastes pels seus èxits de tota la seva carrera. El seu primer destinatari va ser Ken Russell. El 2013 van rebre el premi Mohsen Makhmalbaf i Bāghbān.

## Guanyadors de premis

### Propeller de Motovun
| Any         | Títol                        | Director                  | País         |
| ----------- | ---------------------------- | ------------------------- | ------------ |
| 02000 (2n)  | Billy Elliot                 | Stephen Daldry            | Regne Unit   |
| 02001 (3r)  | Last Resort                  | Paweł Pawlikowski         | Regne Unit   |
| 02002 (4t)  | Bloody Sunday                | Paul Greengrass           | Regne Unit   |
| 02003 (5è)  | Punch-Drunk Love             | Paul Thomas Anderson      | Estats Units |
| 02004 (6è)  | Ae Fond Kiss…                | Ken Loach                 | Regne Unit   |
| 02005 (7è)  | La mort del senyor Lazarescu | Cristi Puiu               | Romania      |
| 02006 (8è)  | Look Both Ways               | Sarah Watt                | Austràlia    |
| 02007 (9è)  | Sweet Mud                    | Dror Shaul                | Israel       |
| 02008 (10è) | Lus silenciosa               | Carlos Reygadas           | Mèxic        |
| 02009 (11è) | Fish Tank                    | Andrea Arnold             | Regne Unit   |
| 02010 (12è) | Octubre                      | Daniel i Diego Vega Vidal | Peru         |
| 02011 (14è) | Bullhead                     | Michaël R. Roskam         | Bèlgica      |
| 02012 (15è) | La demora                    | Rodrigo Plá               | Uruguai      |
| 02013 (16è) | La plaga                     | Neus Ballús               | Espanya      |
| 02014 (17è) | The Tribe                    | Myroslav Slaboshpytskiy   | Ucraïna      |
| 02015 (18è) | Ni le ciel ni la terre       | Clément Cogitore          | França       |
| 02016 (19è) | Viva                         | Paddy Breathnach          | Irlanda      |
| 02017 (20è) | Western                      | Valeska Grisebach         | Alemanya     |
| 02018 (21è) | Matar a Jesús                | Laura Mora                | Colòmbia     |
| 02019 (22è) | Hvítur, Hvítur Dagur         | Hlynur Pálmason           | Islàndia     |
| 02020 (23è) | Moj jutarnji smeh            | Marko Đorđević            | Sèrbia       |

### Premi FIPRESCI
| Any         | Títol                              | Director                       | País                 |
| ----------- | ---------------------------------- | ------------------------------ | -------------------- |
| 02001 (3r)  | Ničija zemlja                      | Danis Tanović                  | Bòsnia i Hercegovina |
| 02002 (4t)  | Halbe Treppe                       | Andreas Dresen                 | Alemanya             |
| 02003 (5è)  | A Festa de Margarette              | Renato Falcão                  | Brasil               |
| 02004 (6è)  | De fem benspænd                    | Lars von Trier i Jørgen Leth   | Dinamarca            |
| 02005 (7è)  | Day and Night                      | Simon Staho                    | Suècia               |
| 02006 (8è)  | Alimentem el món                   | Erwin Wagenhofer               | Àustria              |
| 02007 (9è)  | Hallam Foe                         | David Mackenzie                | Regne Unit           |
| 02008 (10è) | Slepe lásky                        | Juraj Lehotský                 | Eslovàquia           |
| 02009 (11è) | Fish Tank                          | Andrea Arnold                  | Regne Unit           |
| 02010 (12è) | Le quattro volte                   | Michelangelo Frammartino       | Itàlia               |
| 02011 (14è) | Martha                             | Marcelino Islas Hernández      | Mèxic                |
| 02012 (15è) | Play                               | Ruben Östlund                  | Suècia               |
| 02013 (16è) | I Kori                             | Thanos Anastopoulos            | Grècia               |
| 02014 (17è) | Force Majeure                      | Ruben Östlund                  | Suècia               |
| 02015 (18è) | Magical Girl                       | Carlos Vermut                  | Espanya              |
| 02016 (19è) | Dobra žena                         | Mirjana Karanović              | Sèrbia               |
| 02017 (20è) | Western                            | Valeska Grisebach              | Alemanya             |
| 02018 (21è) | Pájaros de verano                  | Cristina Gallego i Ciro Guerra | Colòmbia             |
| 02019 (22è) | Gospod postoi, imeto ì e Petrunija | Teona Strugar Mitevska         | Macedònia del Nord   |
| 02020 (23è) | Moj jutarnji smeh                  | Marko Đorđević                 | Sèrbia               |